# SN 2002cv
SN 2002cv – supernowa typu Ia odkryta 20 maja 2002 roku w galaktyce NGC 3190. Jej maksymalna jasność wynosiła 16,67m.